# Copris camerunus
Copris camerunus là một loài bọ cánh cứng trong họ Bọ hung (Scarabaeidae).